# Mananthavady
Mananthavady är en ort i Indien.   Den ligger i distriktet Wayanad och delstaten Kerala, i den södra delen av landet, 1 900 km söder om huvudstaden New Delhi. Mananthavady ligger 762 meter över havet och antalet invånare är 37 836.
Terrängen runt Mananthavady är platt åt sydost, men åt nordväst är den kuperad. Terrängen runt Mananthavady sluttar söderut. Runt Mananthavady är det tätbefolkat, med 308 invånare per kvadratkilometer. Mananthavady är det största samhället i trakten. Omgivningarna runt Mananthavady är en mosaik av jordbruksmark och naturlig växtlighet.